# Roman Kintanar
Roman L. Kintanar (Cebu City, 13 juni 1929 - Quezon City, 6 mei 2007) was een Filipijns meteoroloog. Hij was van 1958 tot 1994 hoofd van het Filipijnse weerbureau PAGASA. In deze periode was hij van 1979 tot 1987 tevens president van de Wereld Meteorologische Organisatie (WMO).

## Biografie
Roman Kintanar werd geboren op 13 juni 1929 in de Filipijnse stad Cebu City. Hij was de vijfde van twaalf kinderen van Puresa Lucero en afgevaardigde Agustin Kintanar. Kintanar studeerde vanaf 1947 natuurkunde aan de University of the Philippines. Tijdens zijn studie werkte hij parttime op het Weather Bureau, het latere PAGASA. Na het behalen van zijn bachelor-diploma in 1951 werkte Kintanar eerst als docent natuurkunde voor hij in 1953 met een Fullbrightbeurs naar de Verenigde Staten vertrok hij voor een vervolgstudie. In 1955 behaalde hij een master-diploma aan de University of Texas. Na een korte periode in de Filipijnen keerde hij weer terug naar de VS en promoveerde hij in 1958 aan dezelfde onderwijsinstelling.
Op 1 augustus 1958, enkele maanden na zijn terugkeer in de Filipijnen, werd Kintanar door de Filipijnse president Carlos Garcia benoemd tot hoofd van het Weather Bureau, het latere PAGASA. Hij was op dat moment 29 jaar en daarmee op dat moment het jongste hoofd van een overheidsinstelling in de Filipijnen ooit. Hij bekleedde deze positie bijna 37 jaar lang tot 1994. Kintanar gaf daarnaast les aan de University of the Philippines, Feati University en Ateneo de Manila University. 
Kintanar vertegenwoordigde de Filipijnen vanaf 1959 in de Wereld Meteorologische Organisatie (WMO) en was gedurende de jaren actief als voorzitter van diverse commissies en andere organen binnen de organisatie. Van 1962 tot 1966 was hij vicepresident van de Regionale Associatie V van de WMO en van 1974 tot 1978 president. In 1979 werd hij gekozen tot 5e president van de WMO, een functie die bij acht jaar lang bekleedde.
Kintanar overleed in 2007 op 77-jarige leeftijd aan de gevolgen van kanker. Kort voor zijn dood werd een planetoïde naar hem vernoemd. Kintanar was vanaf 1959 getrouwd met Generosa Perez en kreeg met haar drie kinderen: twee zonen en een dochter.